# Commodore SX-64
Commodore SX-64, znany także jako Executive 64, to przenośna wersja popularnego komputera Commodore 64. Był to pierwszy przenośny komputer z kolorowym monitorem. Zaprezentowany w styczniu 1984 roku,
Poza oczywistymi różnicami w obudowie SX-64 różnił się od C64 w kilku szczegółach. W celu poprawiania czytelności tekstu na małym ekranie domyślny kolor ekranu został zmieniony na biały z niebieskim tekstem, co czasami powodowało problemy z niektórymi programami, których twórcy założyli, że tło ekranu jest zawsze niebieskie. Domyślnym urządzeniem do zapisywania i wczytywania programów była stacja dysków. SX-64 nie posiadał gniazd do podłączenia magnetofonu i telewizora. Usunięcie portu magnetofonowego spowodowało, że SX-64 nie mógł używać standardowego portu szeregowego Centronics, jako że potrzebowało ono szyny z napięciem +5V, która została usunięta wraz z portem magnetofonowym. Nieco inne było także gniazdo na kartridże, co czasami powodowało problemy z ich kompatybilnością. Podobnie jak w przypadku C64 zasilacz o małej mocy ograniczał możliwość rozbudowy komputera. Zostało to jednak poprawione w późniejszych modelach tej maszyny.
SX-64 nie był w pełni kompatybilny ze wszystkimi modułami poszerzającymi pamięć Commodore REU używanymi przez C64. Pierwsze modele SX-64 miały zasilacz o zbyt małej mocy, który nie dawał sobie rady ze zwiększonym poborem prądu, a umiejscowienie gniazda rozszerzającego uniemożliwiało fizyczne wsadzenie modułu z pamięcią. Moduły 1700 i 1750 (o pojemności 128K i 512K) zaprojektowane do użycia w Commodore 128 miały zazwyczaj mniej problemów niż model 1764 zaprojektowany z myślą o C64. Niektórzy użytkownicy SX-64 modyfikowali moduły z pamięcią tak, że używały one zewnętrznego zasilacza.
Istniała także druga wersja SX-64 znana jako DX-64 z podwójna stacją dysków, ale została ona wyprodukowana w bardzo krótkiej serii.

## Historia

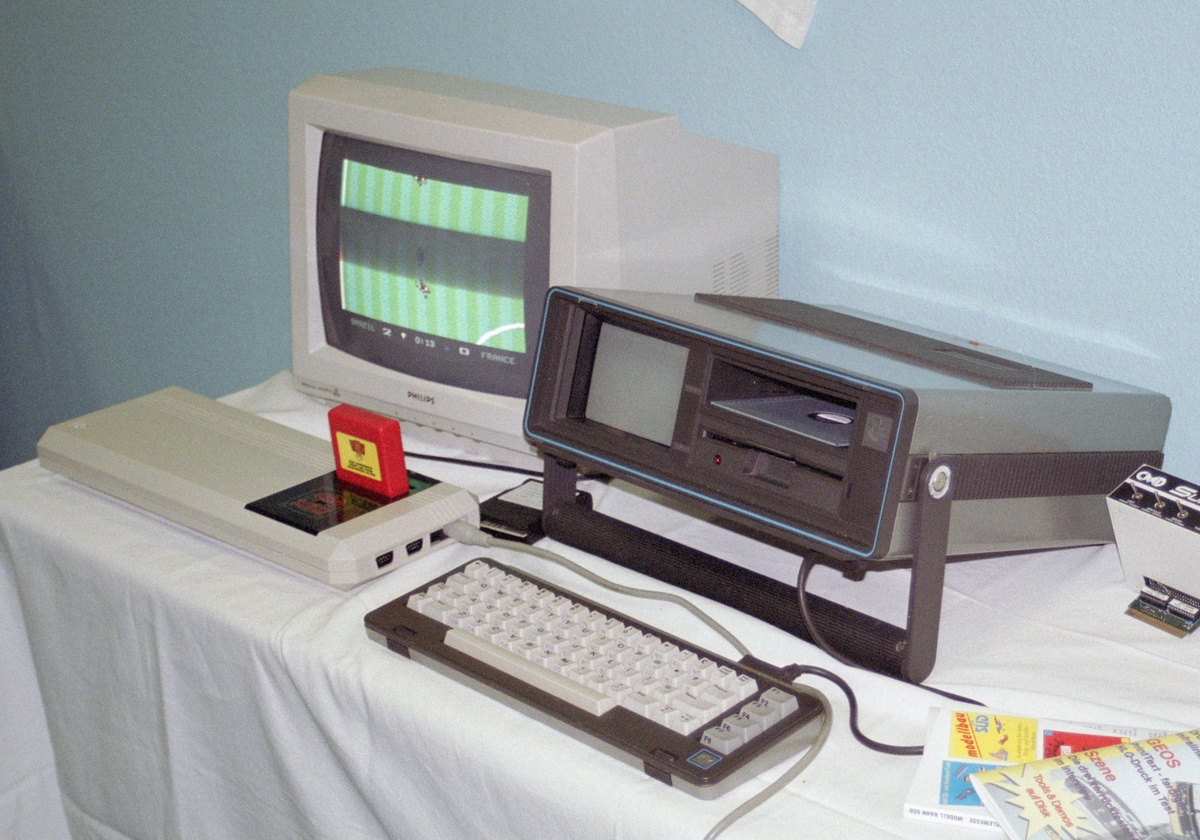
Commodore 64 Game Station (po lewej) i Commodore SX-64 (po prawej)

SX-64 nie powtórzył sukcesu C64. Obwiniano za to zły marketing, duże wymiary i ciężar komputera oraz brak odpowiednich programów biznesowych, które mogłyby skusić potencjalnego klienta. W porównaniu z innymi ówczesnymi komputerami przenośnymi, SX-64 miał bardzo ubogą ofertę programów profesjonalnych – więcej w tym zakresie oferowały komputery Osborne 1 (z procesorem Zilog Z80 i systemem operacyjnym CP/M) oraz 16-bitowy Compaq Portable (z MS-DOSem). W dodatku zarówno Osborne, jak i Compaq były szybsze, a Osborne miał bardzo konkurencyjna cenę.
Łącznie w latach 1984–1986 sprzedano około 9,000 komputerów tego typu.